# Памятник Николаю Копернику (Чикаго)

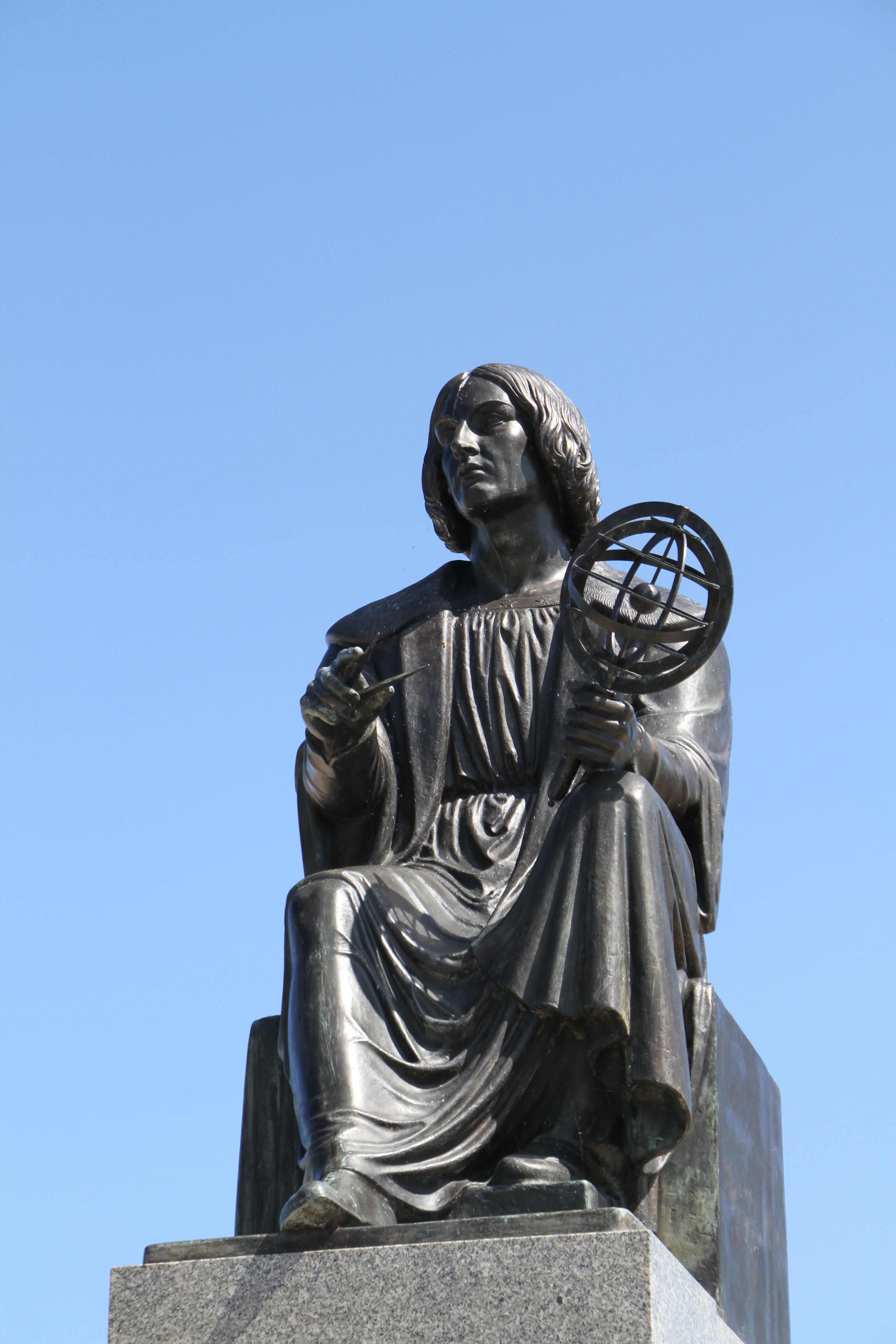

Памятник Николаю Копернику расположенный в музейной парковой зоне Северного острова в Чикаго между Планетарием Адлера и Филдовским музеем естественной истории.
Открыт 14 октября 1973 года, в честь 500-летия великого астронома, математика, автора гелиоцентрической системы мира, положившей начало первой научной революции.
Является копией, выполненной Брониславом Конюши с оригинальной скульптуры Бертеля Торвальдсена, созданной в 1830 году для Варшавы. Фонд Коперника в Чикаго собрал 150 000 долларов на копию оригинального варшавского памятника Николаю Копернику.
Бронзовая скульптура изображает астронома сидящим и держащим армиллярную сферу в левой руке и циркуль в правой.